# В турецкой покойницкой
«В турецкой покойницкой. Покойницкая турецкого лазарета в кампанию 1877—1878 гг.» — картина Василия Верещагина, относящаяся к «Балканской серии», отражающей события русско-турецкой войны.

## Сюжет
На полотне изображена покойницкая турецкого госпиталя в Плевне времён русско-турецкой войны 1877—1878 годов, где мёртвые лежат вместе с ранеными и умирающими, в связи с чем современники дали произведению прозвище «Восемь квадратных метров смерти».

## История
Картина была написана в 1881 году. Экспонировалась на выставках во Франции, Германии и Австрии, затем была приобретена Великим князем Михаилом Николаевичем и до 1917 года находилась в коллекции царской семьи.
После революции и национализации имущества царской семьи полотно находилось в запасниках музеев Ленинграда и Москвы, а в начале 1970-х было передано в Николаевский художественный музей имени В. В. Верещагина.
К этому времени картина пребывала в плачевном состоянии (разорванная, с потемневшим лаком, без подрамника), считалась не подлежащей реставрации и в таком виде находилась в хранилище музея около 30 лет.
В 2001 году на деньги спонсора — Николаевского глинозёмного завода — была начата реставрация полотна. Над восстановлением картины работали специалисты Национального научно-исследовательского центра Украины Т. Бычко и А. Бескровный, применившие новейшие реставрационные технологии. В 2002 году реставрация была окончена, и накануне 160-летия со дня рождения художника картина заняла место в экспозиции музея.